# Andrzej Rybczyński
Andrzej Rybczyński (ur. 17 lutego 1943 w Warszawie, zm. 16 września 2021) – polski fotoreporter i artysta fotografik. Absolwent technikum fotograficznego oraz Wydziału Dziennikarstwa i Nauk Politycznych Uniwersytetu Warszawskiego. Fotoreporter Centralnej Agencji Fotograficznej (CAF) oraz Agencji Fotograficznej Polskiej Agencji Prasowej (PAP). Członek Stowarzyszenia Dziennikarzy Polskich. Członek rzeczywisty Stowarzyszenia Twórców Fotoklubu Rzeczypospolitej Polskiej.

## Życiorys
W 1969 roku został zatrudniony w CAF na stanowisku fotolaboranta.
Od 1972 roku pracował już jako fotoreporter CAF. 
Następnie po przekształceniu CAF w Agencję Fotograficzną PAP, jako integralną część Polskiej Agencji Prasowej (w 1991 roku), pracował dla niej aż do przejścia na emeryturę w 2008 roku. 
Będąc na emeryturze nadal fotografował dla PAP. 

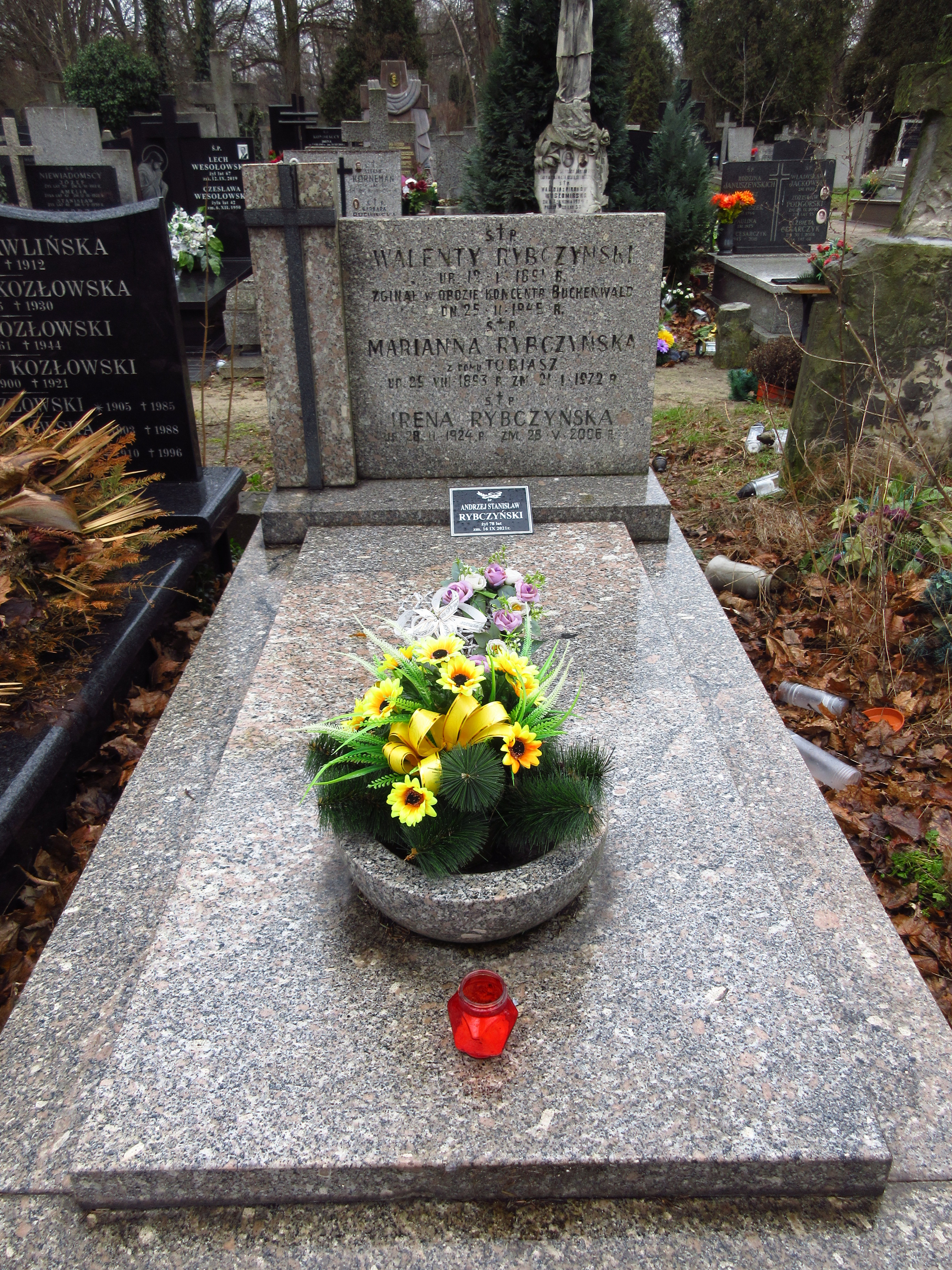
Grób Andrzeja Rybczyńskiego na Cmentarzu Bródnowskim

Specjalizował się w tematyce kulturalnej takiej jak teatr, wystawy, sylwetki artystów (aktorów, muzyków, plastyków), ale jako fotoreporter agencyjny, wykonywał również zdjęcia wszystkich najważniejszych wydarzeń społecznych i politycznych.
W serwisie fotograficznym PAP wydawanych było około 650 jego zdjęć rocznie. Został pochowany 27 września 2021 na cmentarzu Bródnowskim w Warszawie (kwatera 33E-1-3).
Żoną Andrzeja Rybczyńskiego była Joanna Maria Rybczyńska artystka fotografik i malarka.

## Nagrody i odznaczenia
- 1988 – Medal okolicznościowy z okazji 75-lecia Teatru Polskiego w Warszawie;
- 2004 – Odznaka „Zasłużony Działacz Kultury”;
- 2005 – Srebrny Krzyż Zasługi;
- 2009 – Złota odznaka i honorowa legitymacja Zasłużony dla Polskiej Agencji Prasowej nr 4 (nr 1 – Ryszard Kapuściński, nr 2 – Krzysztof Mroziewicz, nr 3 – Wojciech Jagielski);
- 2011 – Złoty Medal „Za Fotograficzną Twórczość”[5];

Źródło.

## Publikacje
Oprócz tysięcy publikacji prasowych, fotografie Andrzeja Rybczyńskiego zostały zamieszczone w kilkuset książkach, podręcznikach, encyklopediach i albumach, a także na znaczku Poczty Polskiej w serii „Polskie Milenium” – na podstawie fotografii z wizerunkiem Jerzego Grotowskiego (2001).
Przykładowe publikacje w książkach:
- „Księga dziesięciolecia Polski Niepodległej 1989-1999” – 63 zdjęcia, ISBN 83-85794-44-1
- „Po drodze do Unii”, PAP, ISBN 83-911242-9-0
- „Teatr Syrena 60 lat” (2007);
- Folder „Shalom” (1997);

Źródło.

## Wystawy indywidualne
- 1980 – „Rowery w Holandii” – Redakcja Perspektyw, Warszawa;
- 1988 – „Południowy Kazachstan” – MPiK Nowy Świat, Warszawa;
- 1989 – „Teatr Polski w Moskwie i St. Petersburgu” – Teatr Polski, Warszawa;
- 2008 – „Stłumione Nadzieje” – wystawa przedstawiająca atak ZOMO na warszawską archikatedrę św. Jana - archikatedra św. Jana, Warszawa;
- 2009 – „Tydzień Integracji Europejskiej” wystawa banerowa, ul. Krakowskie Przedmieście przed kościołem św. Anny, Warszawa;

Źródło.

## Wystawy zbiorowe
Andrzej Rybczyński uczestniczył od 1971 roku w kilkudziesięciu wystawach zbiorowych, z których większość była zorganizowana przez CAF i PAP (nie prowadził szczegółowej ewidencji).
Pierwsza wystawa zbiorowa:
- 1971 – Małe Formaty '71 – Warszawskie Towarzystwo Fotograficzne, Warszawa;

Przykładowe wystawy zbiorowe:
- 1998 – Zakazane zdjęcia (PAP) – Pałac Kazimierzowski (UW), Warszawa;
- 2009 – 20 lat wolności – wystawa fotoreporterów CAF/PAP - Dziedziniec Metropolitan, Warszawa;

## Ważniejsze podróże
| rok  | miejsce                                    | czas trwania |                                |
| 1979 | Londyn / Wielka Brytania                   | 2 tygodnie   | podróż prywatna                |
| 1980 | Rejs statkiem – Europa Zach., Afryka Zach. | 4 miesiące   | podróż prywatna                |
| 1984 | USA                                        | 1 miesiąc    | podróż prywatna                |
| 1988 | Południowy Kazachstan                      | 2 tygodnie   | podróż służbowa - CAF          |
| 1989 | Moskwa, St. Petersburg                     | 2 tygodnie   | podróż służbowa - Teatr Polski |
| 1993 | Tajlandia, Malezja, Singapur               | 10 dni       | podróż służbowa - PAP          |